# غورايك (أرمينيا)
غورايك (بالأرمنية: Գորայք)‏: هي قرية في بلدية سيسيان في مقاطعة سيونيك في أرمينيا. يوجد خزان كبير يسمى خزان سبانداريان إلى الجنوب الشرقي من القرية.